# Ommatius recurvus
Ommatius recurvus là một loài ruồi trong họ Asilidae. Ommatius recurvus được Martin miêu tả năm 1964. Loài này phân bố ở vùng nhiệt đới châu Phi.